# Renault Mégane E-Tech Electric
Renault Mégane E-Tech Electric este o mașină de familie mică, alimentată cu baterie, fabricată de producătorul francez de automobile Renault din 2022. Folosind numele Mégane, este primul model Renault bazat pe o platformă dedicată vehiculelor electrice, numită CMF-EV. Are dimensiuni similare cu Captur, dar platforma dedicată îi permite un ampatament mai lung și dimensiuni la interior mai mari.